# Togos herrlandslag i fotboll
Togos herrlandslag i fotboll representerar Togo i fotboll för herrar, och spelade sin första match då man mötte Guldkusten (senare Ghana) 1956 och spelade 1-1 hemma. År 2005 kvalificerade sig Togo för första gången för ett VM i fotboll, det var i Tyskland 2006.

## Historik

### Afrikanska mästerskapet i fotboll för herrar

#### 1972
Togo deltog för första gången i afrikanska mästerskapet 1972, där man i den första matchen spelade 3–3 mot Mali. Nästa match förlorades mot de blivande bronsmedaljörerna Kamerun. För att nå slutspel i turneringen var Togo tvungna att vinna den sista gruppspelsmatchen mot Kenya men matchen slutade 1–1 vilket innebar att Togo kom sist i sin grupp.

#### 1984
Togo deltog för andra gången i 1984 års upplaga av turneringen. Laget förlorade med 0–3 mot Elfenbenskusten och med 1–4 mot de blivande vinnarna Kamerun. I den sista gruppspelsmatchen spelade man 0–0 mot Egypten, vilket inte var tillräckligt för att undvika gruppens sistaplacering.

#### 1998
Efter fjorton års frånvaro från turneringen deltog Togo i mästerskapet 1998. Den första matchen mot Kongo-Kinshasa slutade med en 1–2-fölust, men i den följande matchen mot Ghana vann Togo med 2–1 vilket innebar lagets första seger i en gruppspelsmatch i Afrikanska mästerskapet någonsin. Efter förlust i den sista gruppspelsmatchen mot Tunisien slutade Togo dock åter sist i sin grupp.

#### 2000
I det nya millenniets första upplaga av mästerskapen kom man återigen sist i sin grupp. Trots att laget spelade bra gjorde man bara två mål; ett mot Elfenbenskusten i en match som slutade 1–1 och ett som var tillräckligt för att besegra de blivande mästarna, Kamerun. Togo förlorade med 0-2 mot Ghana också. Trots att alla gruppens lag slutade på fyra poäng vardera kom Togo kom sist i gruppen på grund av sämst målskillnad.

#### 2002
Togo lyckades 2002, för första gången, undvika en sistaplats i gruppspelet. Laget tog två poäng efter oavgjorda resultat mot Elfenbenskusten och Kongo-Kinshasa.

#### 2006
I kontrast till framgångar i VM-kvalet spelade Togo 2006 sitt resultatmässigt sämsta afrikanske mästerskap någonsin. Laget slutade på noll poäng efter tre raka förluster mot Kongo-Kinshasa, Kamerun och Angola.

#### 2010: Skottdrama i Angola
Den 8 januari 2010, då laget var på väg till Afrikanska mästerskapet i Angola, blev lagets buss beskjuten av rebeller tillhörande Cabindaenklavens befrielsefront, Flec. Man lämnade mästerskapet efter spelarbussen blivit beskjuten och tre personer (busschauffören, assisterande tränaren och en talesman för förbundet) dödats. Åtta spelare skadades under attacken. Togo kom inte att spela i mästerskapet.

#### 2013
Efter vinst mot Algeriet och oavgjort mot Tunisien i 2013 års mästerskap kvalificerade sig Togo för första gången någonsin för slutspel i det afrikanska mästerskapet. I kvartsfinalen mot Burkina Faso förlorade man med 0–1 efter att Jonathan Pitroipa i förlängningen gjort matchens enda mål. Resultatet innebar att det var färdigspelat för Togo.

#### 2017
Framgången med avancemang i 2013 års turnering kunde inte följas upp 2017. Det oavgjorda resultatet mot Elfenbenskusten i den första matchen kom att bli Togos enda poäng.

### VM 2006

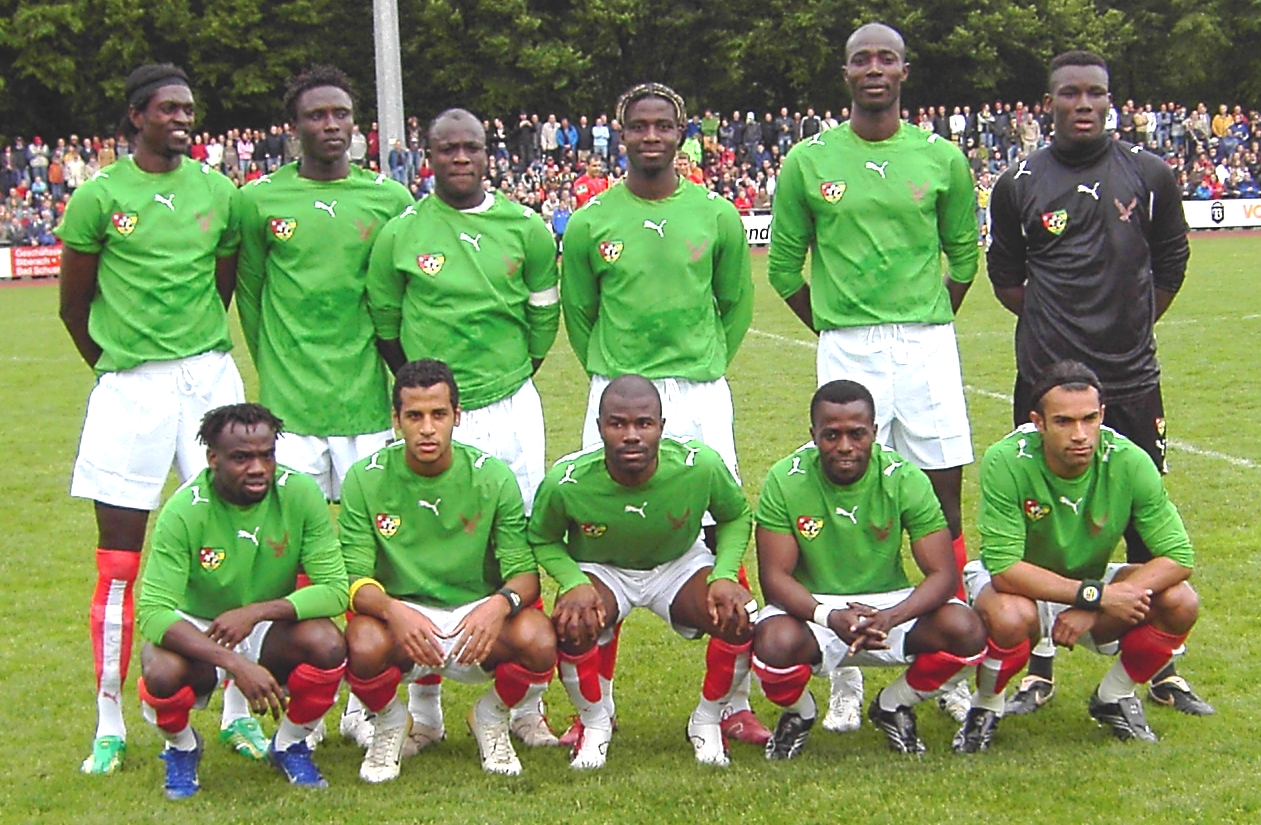
Spelare i det togolesiska landslaget några dagar före VM.

Togo kvalade för första gången in till ett världsmästerskap efter att man med sju segrar på tio matcher vunnit sin kvalgrupp före bland andra Senegal, vilka tagit sig till kvartsfinal i det senaste världsmästerskapet. Togo lottades i grupp G, där de skulle möta Sydkorea, Schweiz och Frankrike.
Togo förlorade sin första match i VM, mot Sydkorea, trots att man tagit ledningen genom Mohamed Kader. I andra halvleken fick Jean-Paul Abalo rött kort efter 55 minuter, efter vilket Lee Chun-soo och Ahn Jung-hwan gjorde varsitt mål. Matchen slutade med en 2–1-förlust för Togo. 
Togo mötte därefter Schweiz den 19 juni. Matchen slutade 2–0 till Schweiz och Alexander Frei och Tranquillo Barnetta gjorde målen.
Togos sista match i VM, mot blivande finalisterna Frankrike, slutade även den med en 0–2-förlust. Togo fick därmed lämna sitt första världsmästerskap poänglösa.

### Flygkraschen i Sierra Leone
Efter en kvalmatch i Afrikanska mästerskapet i fotboll 2008 mot Sierra Leone den 3 juni 2007, dog tjugo stycken sport tjänstemän från Togo, bland annat Togos idrottsminister, Richard Attipoe när helikoptern han satt i exploderade och kraschade på Lungi International Airport.

### Kontrovers 2010
I september 2010 skulle Togo spela mot Bahrain i en träningsmatch. Bahrain slog Togo med 3–0 och sades vara förvånade över hur dåligt afrikanerna spelade. Det uppdagades senare att laget som Bahrain mötte inte alls var Togos landslag. Togos fotbollsförbund meddelade då att de inte kände till någon landskamp över huvud taget och att de ska undersöka saken.

## Förbundskaptener
| Tränare              | Period    |
| -------------------- | --------- |
| Jean Robin           | 1965      |
| Gottlieb Göller      | 1972      |
| Karim Ibrahim        | 1978–1982 |
| Gottlieb Göller      | 1984      |
| Boško Antić          | 1987–1989 |
| Julien Dovi Aguiar   | 1992      |
| Baboima Ergot        | 1993      |
| Gottlieb Göller      | 1996–1997 |
| Paul Messan Zougbédé | 1997      |
| Eberhard Vogel       | 1997–1998 |
| Kodjovi Mawuéna      | 1998–1999 |
| Gottlieb Göller      | 1999–2000 |
| Kodjovi Mawuéna      | 2000      |
| Bana Tchanilé        | 2000–2002 |
| Diego Garzitto       | 2002      |
| Kodjovi Mawuéna      | 2002      |
| Antônio Dumas        | 2002–2004 |
| Stephen Keshi        | 2004–2006 |
| Otto Pfister         | 2006      |
| Stephen Keshi        | 2006–2008 |
| Henri Stambouli      | 2008      |
| Kodjovi Mawuéna      | 2008–2009 |
| Jean Thissen         | 2009      |
| Hubert Velud         | 2009–2010 |
| Thierry Froger       | 2010–2011 |
| Stephen Keshi        | 2011      |
| Didier Six           | 2011–2014 |
| Tchakala Tchanilé    | 2014–2015 |
| Tom Saintfiet        | 2015–2016 |
| Claude Le Roy        | 2016–2021 |
| Paulo Duarte         | 2021–     |

## Kända spelare
- Emmanuel Adebayor